# Shampoo (film)
Shampoo är en amerikansk film från 1975 i regi av Hal Ashby.
Filmen hade amerikansk biopremiär den 11 februari 1975.

## Handling
Playern George Roundy är en av Beverly Hills främsta hårfrisörer som ägnar sin tid åt rika kvinnors frisyrer samtidigt som han förför dem. Samtidigt som han försöker klara av sitt hektiska kärleksliv med sina kunder och den omedvetna flickvännen Jill, försöker George reda ut sitt liv genom att ansöka om ett banklån för att en dag kunna äga sin egen salong, istället för att arbeta för en inkompetent chef.

## Rollista
- Warren Beatty - George Roundy
- Julie Christie - Jackie Shawn
- Goldie Hawn - Jill
- Lee Grant - Felicia Karpf
- Jack Warden - Lester Karpf
- Tony Bill - Johnny Pope
- George Furth - Mr. Pettis
- Randy Scheer - Dennis
- Susanna Moore - Gloria
- Carrie Fisher - Lorna Karpf